# 竹内藍
竹内 藍（たけうち あい、1984年8月21日 - ）は、日本のシンガーソングライター。高知県南国市出身。

## 来歴
幼少の頃よりピアノに親しみ、歌を歌う事を目指し、高校在学中より曲を作り始める。
高知県立岡豊高等学校芸術コース音楽科卒。上京後、ヒューマン・ミュージックカレッジに入学。同校でレコード会社「DAIKYU RECORDS（大久音盤社）」代表でもある爆風スランプのベーシスト・和佐田達彦と出会う。和佐田の収録に急遽コーラスとして参加したのをきっかけにプロデュースを受けることになる。
2007年2月15日、ファースト・ミニアルバム「I-アイ」でCDデビュー。
2008年1月、渋谷CLUB QUATTROにて行われたイベント“BBQ和佐田Presents 東京Party "SUPER"”に、サンプラザ中野らとともに出演する。故郷・高知県のテレビ局、テレビ高知の自社制作番組「MELODY MAKER」で“竹内藍特集”が放送される。
2010年4月19日、ファーストアルバムを発売。同日、四谷三丁目「SOKEHS ROCK」でワンマンライブを開催。
2010年8月29日から隔月でワンマンライブを実施中。
2012年11月23日、母校の北陵中学校でライブを開催した。
2017年10月17日、渋谷クロスFMにてインターネットラジオ『竹内藍のAiTube』放送開始。

## ディスコグラフィー

### ミニアルバム
- Ｉ-アイ（2007年2月15日、DAIKYU RECORDS）
  - 1.夢のあと
  - 2.時間（とき）
  - 3.快楽の手のひら

### CDシングル
- 手紙（2008年7月16日、DAIKYU RECORDS）
  - 1. 手紙
  - 2. 願いごと
  - 3. 消えない証

### アルバム
- いつかの私が還る場所（2010年4月19日、DAIKYU RECORDS）
  - 1. 僕達の足跡
  - 2. 一人に世界
  - 3. はだしのままで
  - 4. 空を呼ぶ声
  - 5. 窓のむこうがわ
  - 6. 海の部屋
  - 7. シアワセのかたち
  - 8. 思い出になるとき
  - 9. 月夜に会えたら

## メディア出演
- 竹内藍のAiTube（2017年10月17日 - 、渋谷クロスFM毎週火曜日14時生放送） - 和佐田達彦と共にMC
- 和佐竹倶楽部（2010年7月15日 -、daikyu-records）- 和佐田達彦と共にパーソナリティ
- 縁結ビーム（2011年5月1日、FM尼崎） - 電話ゲスト出演